# Satechi
Satechi, jedno od sela Joba ili Jova Indijanaca, dijelimice naseljeno i Tarahumarama. Nalazilo se u istočnoj Sonori, Meksiko, na gornjim vodama rijeke Rio Yaqui, oko 30 milja zapadno-jugozapadno od Bacadeguachija. Napušteno je između 1764. i 1800. zbog napada Apača